# 2001 год в кино
В данной статье представлены списки топ-10 самых кассовых фильмов года, самих фильмов, вышедших в течение года, и наград, полученных фильмами за 2001 год.

## Самые кассовые фильмы
| Место | Название                          | Студия               | Мировые кассовые сборы |
| ----- | --------------------------------- | -------------------- | ---------------------- |
| 1     | Гарри Поттер и философский камень | Warner Bros.         | $974 755 371           |
| 2     | Властелин колец: Братство Кольца  | New Line Cinema      | $871 530 324           |
| 3     | Корпорация монстров               | Walt Disney Pictures | $577 425 734           |
| 4     | Шрек                              | DreamWorks           | $484 409 218           |
| 5     | Одиннадцать друзей Оушена         | Warner Bros.         | $450 717 150           |
| 6     | Пёрл-Харбор                       | Touchstone Pictures  | $449 220 945           |
| 7     | Мумия возвращается                | Universal Studios    | $433 013 274           |
| 8     | Парк юрского периода III          | Universal Studios    | $368 780 809           |
| 9     | Планета обезьян                   | 20th Century Fox     | $362 211 740           |
| 10    | Ганнибал                          | Metro-Goldwyn-Mayer  | $351 692 268           |

## Фильмы

### Мировое кино
- «Доктор Дулиттл 2»/Dr. Dolittle 2, США, (реж. Стив Карр)
- «За мной последний танец»/Save the Last Dance, США, (реж. Томас Картер)
- «И пришёл паук»/Along Came a Spider, США, (реж. Ли Тамахори)
- «И твою маму тоже»/Y tu mamá también, Мексика, (реж. Альфонсо Куарон)
- «Игры разума»/A Beautiful Mind, США, (реж. Рон Ховард)
- «Интим»/Intimacy, Франция—Великобритания—Германия, (реж. Патрис Шеро)
- «Интуиция»/Serendipity, США, (реж. Питер Челсом)
- «Искусственный разум»/A.I. Artificial Intelligence, США, (реж. Стивен Спилберг)
- «История с ожерельем»/The Affair of the Necklace, США, (реж. Чарльз Шайер)
- «История рыцаря»/A Knight’s Tale, США, (реж. Брайан Хелгеленд)
- «Кармен Гай»/Karmen Geï, Сенегал—Франция—Канада, (реж. Жозеф Гэй Рамака)
- «Кейт и Лео»/Kate & Leopold, США, (реж. Джеймс Мэнголд)
- «Кокаин»/Blow, США, (реж. Тед Демме)
- «Корабельные новости»/The Shipping News, США, (реж. Лассе Халльстрём)
- «Крысиные бега»/Rat Race, США, (реж. Джерри Цукер)
- «Лагаан: Однажды в Индии»/Lagaan, Индия, (реж. Ашутош Говарикер)
- «Лара Крофт: Расхитительница гробниц»/Lara Croft: Tomb Raider, США—Германия—Великобритания—Япония, (реж. Саймон Уэст)
- «Лифт»/Down, США—Нидерланды, (реж. Дик Мас)
- «Любимцы Америки»/America’s Sweethearts, США, (реж. Джо Рот)
- «Любовь зла», США, (реж. Питер Фаррелли, Бобби Фаррелли)
- «Мажестик»/The Majestic, США, (реж. Фрэнк Дарабонт)
- «Малхолланд Драйв»/Mulholland Drive, США, (реж. Дэвид Линч)
- «Мартовские коты»/Tomcats, США, (реж. Грегори Порье)
- «Медвежатник»/The Score, США, (реж. Фрэнк Оз)
- «Мексиканец»/The Mexican, США, (реж. Гор Вербински)
- «Мнения сторон»/Taking Sides, Великобритания—Германия—Франция—Австрия, (реж. Иштван Сабо)
- «Мулен Руж!»/Moulin Rouge!, США—Австралия, (реж. Баз Лурман)
- «Мумия возвращается»/The Mummy Returns, США, (реж. Стивен Соммерс)
- «На том свете»/Kingdom Come, США, (реж. Даг МакГенри)
- «Нация прозака»/Prozac Nation, США—Германия, (реж. Эрик Шёлдбьерг)
- «Не говори ни слова»/Don’t Say a Word, США—Австралия, (реж. Гэри Фледер)
- «Нет вестей от бога»/Sin noticias de Dios, Испания—Италия—Франция—Мексика, (реж. Агустин Диас Янес)
- «Ничего себе поездочка»/Joy Ride, США, (реж. Джон Дал)
- «Ничья земля»/Ničija zemlja, Босния и Герцеговина—Словения—Италия—Франция—Великобритания—Бельгия, (реж. Данис Танович)
- «Образцовый самец»/Zoolander, США, (реж. Бен Стиллер)
- «Одиннадцать друзей Оушена»/ Ocean’s Eleven, США, (реж. Стивен Содерберг)
- «Очень страшное кино 2»/Scary Movie 2, США, (реж. Кинен Айвори Уайанс)
- «Парк юрского периода III»
- «Планета Ка-Пэкс»/K-PAX, США—Германия, (реж. Иэн Софтли)
- «Планета обезьян»/Planet of the Apes, США, (реж. Тис Бёртон)
- «Пёрл-Харбор»/Pearl Harbor, США, (реж. Майкл Бэй)
- «Пианистка»/La Pianiste, Франция—Германия—Австрия, (реж. Михаэль Ханеке)
- «Плёнка»/Tape, США, (реж. Ричард Линклейтер)
- «Порок»/Frailty, США—Германия—Италия, (реж. Билл Пэкстон)
- «Портной из Панамы»/The Tailor of Panama, США—Ирландия, (реж. Джон Бурмен)
- «Последние желания»/Last Orders, Германия—Великобритания, (реж. Фред Скеписи)
- «Последний замок»/The Last Castle, США, (реж. Род Лури)
- «Поцелуй дракона»/Kiss of the Dragon, США—Франция, (реж. Крис Наон)
- «Призраки Марса»/Ghosts of Mars, США, (реж. Джон Карпентер
- «Пришелец»/Impostor, США, (реж. Гэри Фледер)
- «Пришельцы в Америке»/Just Visiting, США—Франция, (реж. Жан-Мари Пуаре)
- «Проклятие нефритового скорпиона»/The Curse of the Jade Scorpion, США, (реж. Вуди Аллен)
- «Противостояние / Единственный»/The One, США, (реж. Джеймс Вонг)
- «Садист»/Bully, США—Франция, (реж. Ларри Кларк)
- «Самсара»/Samsara, Индия—Германия—Франция—Италия—Швейцария, (реж. Пан Налин)
- «Сердца в Атлантиде»/Hearts in Atlantis, США—Австралия, (реж. Скотт Хикс)
- «Сердцеедки»/Heartbreakers, США, (реж. Дэвид Миркин)
- «Сквозные ранения»/Exit Wounds, США—Австралия, (реж. Анджей Бартковяк)
- «Скрытая угроза»/Domestic Disturbance, США, (реж. Харольд Беккер)
- «Сладкий ноябрь»/Sweet November, США, (реж. Пэт О’Коннор)
- «Случайный шпион»/特務迷城, Гонконг, (реж. Тедди Чень)
- «Смерть в Голливуде»/The Cat’s Meow, США—Великобритания—Германия, (реж. Питер Богданович)
- «Соблазн»/Original Sin, США—Франция, (реж. Майкл Кристофер)
- «Стеклянный дом»/The Glass House, США, (реж. Дэниел Сакхайм
- «Стерва»/Silverman, США—Австралия, (реж. Деннис Дуган)
- «Тренировочный день»/Training Day, США, (реж. Антуан Фукуа)
- «Тринадцать привидений»/Thirteen Ghosts, США—Канада, (реж. Стив Бек)
- «Флирт со зверем»/Someone Like You, США, (реж. Тони Голдуин)
- «Форсаж»/The Fast and the Furious, США, (реж. Роб Коэн)
- «Хардбол»/Hardball, США—Германия, (реж. Брайан Роббинс)
- «Час пик 2»/Rush Hor 2, (реж. Бретт Ратнер)
- «Часовой механизм»/Ticker, США, (реж. Альберт Пьюн)
- «Человек, которого не было»/The Men Who Wasn’t There, США—Великобритания, (реж. Джоэл Коэн, Итэн Коэн)
- «Чёрный ястреб»/Black Hawk Down, США—Великобритания, (реж. Ридли Скотт)
- «Что могло быть хуже?»/What’s the Worst That Could Happen?, США, (реж. Эм Уайзман)
- «Шарлотта Грей»/Charlotte Gray, Великобритания—Австралия—Германия, (реж. Джиллиан Армстронг
- «Шпионские игры»/Spy Games, США—Великобритания, (реж. Тони Скотт)
- «Эволюция»/Evolution, США, (реж. Айван Райтман)
- «Эксперимент»/Das Experiment, Германия, (реж. Оливер Хиршбигель)
- «Я — Сэм»/I Am Sam, США, (реж. Джесси Нельсон)
- «Ямакаси: Новые самураи»/Yamakasi — Les samouraïs des temps modernes, Франция, (реж. Ариель Зейтун)

### Зарубежные фильмы, демонстрировавшиеся в России в 2001 году
- «Пришельцы в Америке»
- «Амели»
- «Братство волка»
- «Ванильное небо»
- «Видок»
- «Властелин колец: Братство Кольца»
- «Гарри Поттер и философский камень»
- «Дети шпионов»
- «Животное»
- «И твою маму тоже»
- «Игры разума»
- «Искусственный разум»
- «Пёрл-Харбор»
- «История рыцаря»
- «Кокаин»
- «Крысиные бега»
- «Малхолланд Драйв»
- «Мулен Руж!»
- «Лара Крофт: Расхитительница гробниц»
- «Очень страшное кино 2»
- «Пианистка»
- «Планета Ка-Пэкс»
- «Планета обезьян»
- «Сладкий ноябрь»
- «Соблазн»
- «Форсаж»
- «Час пик 2»
- «Шрек». Русский дубляж Шрека режиссёра Ярославы Турылёвой был признан лучшим и демонстрировался на Каннском кинофестивале 2004 года в рамках премьеры мультипликационного фильма «Шрек 2»[2].
- «Эксперимент»
- «Чёрный ястреб»

#### Январь
- 1 января — «Бар „Гадкий койот“»
- 10 января — «Знакомство с родителями»
- 26 января — «Любовное настроение»

#### Февраль
- 1 февраля — «Ангелы Чарли»
- 1 февраля — «Вертикальный предел»

#### Март
- 15 марта — «Дракула 2000»
- 19 марта — «Чего хотят женщины»
- 20 марта — «Братство волка»
- 22 марта — «Шоколад»
- 22 марта — «Побег из курятника»
- 24 марта — «102 далматинца»
- 29 марта — «Траффик»

### Отечественные фильмы и фильмы постсоветских республик

#### Азербайджан
- Некролог (реж. Рамиз Гасаноглу)
- Сон (реж. Фикрет Алиев)

#### Белоруссия
- «В августе 44-го…» (режиссёр — Михаил Пташук)

#### РФ
- «101-й километр»
- «Апрель»
- «Афера»
- «Берлинский экспресс»
- «Ботинки из Америки»
- «Всё, что ты любишь»
- «Герой её романа»
- «ДМБ: Снова в бою»
- «Даун Хаус»
- «Дикарка»
- «Два товарища»
- «Жёлтый карлик»
- «Коллекционер»
- «Конец века»
- «Лавина»
- «Львиная доля»
- «Место на Земле»
- «Механическая сюита»
- «Мусорщик»
- «Мы сделали это!»
- «Нежный возраст»
- «Подари мне лунный свет»
- «Пока я не умер»
- «Праздник»
- «Приходи на меня посмотреть»
- «С днём рождения, Лола!»
- «Сверчок за очагом»
- «Северное сияние»
- «Сердце медведицы»
- «Сёстры»
- «Тёмная ночь»
- «Телец»
- «Удар Лотоса»
- «Условный рефлекс»
- «Форсаж»
- «Цветущий холм среди пустого поля»
- «Яды, или Всемирная история отравлений»
- «Пять бутылок водки»

#### Фильмы совместных производителей

##### Двух и более стран
- «Гладиатрикс»

#### Фильмы совместных производителей

##### Двух и более стран
- «Гладиатрикс»;

## Телесериалы

### Латиноамериканские сериалы

#### Бразилия
- Клон

#### Мексика
- Злоумышленница
- Красивая женщина
- Подруги и соперницы
- Право на рождение (режиссёр Серхио Катаньо)
- Страсти по Саломее

### Российские сериалы
- Агентство НЛС
- Пятый угол
- Граница. Таёжный роман
- Дальнобойщики
- Сыщики
- Тайный знак
- Чёрный ворон
- Крот
- FM и ребята
- Медики

## Мультфильмы
- Дора-дора-помидора
- Динозавр
- Момо
- Живой лес
- Адажио
- Каспер: Рождество призраков
- Hellsing

## Награды

### Премия «Оскар» 2001
- Лучший фильм: «Гладиатор»
- Лучший режиссёр: Стивен Содерберг — «Траффик»
- Лучший актёр: Рассел Кроу — «Гладиатор»
- Лучшая актриса: Джулия Робертс — «Эрин Брокович»
- Лучший актёр второго плана: Бенисио Дель Торо— «Траффик»
- Лучшая актриса второго плана: Марша Гей Харден — «Поллок»
- Лучший иностранный фильм: «Крадущийся тигр, затаившийся дракон»
- Лучший оригинальный сценарий: Кэмерон Кроу — «Почти знаменит»
- Лучший адаптированный сценарий: Саймон Мур, Стивен Гейган — «Траффик»

### 54-й Каннский кинофестиваль
- Золотая пальмовая ветвь: «Комната сына»
- Гран-При фестиваля: «Пианистка»
- Приз жюри: «Папина дочь» и «Пицца Пассионата»
- Лучшая режиссёрская работа: Дэвид Линч — «Малхолланд Драйв» и Джоэл Коэн— «Человек, которого не было»
- Приз за лучшую мужскую роль: Бенуа Мажимель — «Пианистка»
- Приз за лучшую женскую роль: Изабель Юппер — «Пианистка»
- Приз за лучший сценарий: Данис Танович — «Ничья земля»

### 58-й Венецианский кинофестиваль
- Золотой лев: «Свадьба в сезон дождей»
- Приз за лучшую мужскую роль: Луиджи Ло Кашио — «Свет моих очей»
- Приз за лучшую женскую роль: Сандра Чеккарелли — «Свет моих очей»
- Особый приз жюри: «Собачья жара»

### 51-й Берлинский кинофестиваль
- Золотой медведь: «Интим»
- Серебряный медведь, Гран-При жюри фестиваля: «Пекинский велосипед»
- Серебряный медведь за лучшую режиссёрскую работу: Лин Чен-Шен — «Огненно-красная красавица»
- Серебряный медведь за лучшую мужскую роль: Бенисио Дель Торо— «Траффик»
- Серебряный медведь за лучшую женскую роль: Керри Фокс — «Интим»

### 23-й Московский кинофестиваль
- Святой Георгий: «Фанатик»

### Кинофестиваль Сандэнс
- Гран-при (драма): «Фанатик»
- Лучший режиссёр (игровое кино): Стэйси Перальта — «Парни на скейтах»

### Премия «Золотой глобус» 2001
- Лучший фильм (драма): «Гладиатор»
- Лучший фильм (кинокомедия/мюзикл): «Почти знаменит»
- Лучший режиссёр: Энг Ли — «Крадущийся тигр, затаившийся дракон»
- Лучший актёр (драма): Том Хэнкс — «Изгой»
- Лучший актёр (кинокомедия/мюзикл): Джордж Клуни — «О, где же ты брат?»
- Лучший актёр второго плана: Бенисио Дель Торо— «Траффик»
- Лучшая актриса (драма): Джулия Робертс — «Эрин Брокович»
- Лучшая актриса (кинокомедия/мюзикл): Рене Зелвегер — «Сестричка Бетти»
- Лучшая актриса второго плана: Кейт Хадсон — «Почти знаменит»
- Лучший иностранный фильм: «Крадущийся тигр, затаившийся дракон»

### Кинопремия «BAFTA» 2001
- Лучший фильм: «Гладиатор»
- Лучший фильм на иностранном языке: «Крадущийся тигр, затаившийся дракон»
- Приз имени Дэвида Лина за достижения в режиссуре: Энг Ли — «Крадущийся тигр, затаившийся дракон»
- Лучший актёр: Джейми Белл — «Билли Эллиот»
- Лучшая актриса: Джулия Робертс — «Эрин Брокович»
- Лучший актёр второго плана: Бенисио Дель Торо— «Траффик»
- Лучшая актриса второго плана: Джули Уолтерс — «Билли Эллиот»

### Critics' Choice Movie Awards
- Лучший фильм: «Игры разума»
- Лучший режиссёр: Рон Ховард — «Игры разума» и Баз Лурман — «Мулен Руж»
- Лучшая актёр: Рассел Кроу — «Игры разума»
- Лучшая актриса: Сисси Спейсек — «В спальне»
- Лучший актёр второго плана: Бен Киингсли — «Сексуальная тварь»
- Лучшая актриса второго плана: Дженнифер Коннелли — «Игры разума»
- Лучший(-ая) молодой (-ая) актёр/актриса: Дакота Фаннинг — «Я — Сэм»
- Лучший актёрский состав: «Госфорд парк»
- Лучший анимационный фильм: «Шрек»
- Лучший фильм на иностранном языке: «Амели»

### Премия Гильдии киноактёров США
- Лучшая мужская роль: Рассел Кроу — «Игры разума»
- Лучшая женская роль: Холли Берри — «Бал монстров»
- Лучшая мужская роль второго плана: Иэн Маккеллен — «Властелин колец: Братство Кольца»
- Лучшая женская роль второго плана: Хелен Миррен — «Госфорд парк»
- Лучший актёрский состав: «Госфорд парк»

### Премия гильдия режиссёров Америки
- Лучший фильм: Рон Ховард — «Игры разума»

### Премия «Сезар» 2001
- Лучший фильм: «На чужой вкус»
- Лучший режиссёр: Доминик Молль — «Гарри — друг, который желает Вам добра»
- Лучший актёр: Серхи Лопес — «Гарри — друг, который желает Вам добра»
- Лучшая актриса: Доминик Блан — «Дублёр»

### MTV Movie Awards 2001
- Лучший фильм года: «Гладиатор»
- Лучший актёр: Том Круз — «Миссия: невыполнима 2»
- Лучшая актриса: Джулия Робертс — «Эрин Брокович»
- Прорыв года (актёр): Шон Патрик Томас — «За мной последний танец»
- Прорыв года (актриса): Эрика Кристенсен — «Траффик»

### Премия «Сатурн» 2001
- Лучший научно-фантастический фильм: «Люди Икс»
- Лучший фильм-фэнтези: «Радиоволна»
- Лучший фильм ужасов: «Пункт назначения»
- Лучший приключенческий фильм/боевик/триллер: «Крадущийся тигр, затаившийся дракон»
- Лучший режиссёр: Брайан Сингер — «Люди Икс»
- Лучшая мужская роль: Хью Джекман — «Люди Икс»
- Лучшая женская роль: Теа Леони — «Семьянин»
- Лучшая мужская роль второго плана: Уиллем Дефо — «Тень вампира»
- Лучшая женская роль второго плана: Ребекка Ромейн-Стэймос — «Люди Икс»
- Лучший сценарий: Дэвид Хэйтер — «Люди Икс»

### Премия Европейской киноакадемии 2001
- Лучший европейский фильм: «Амели»
- Лучший европейский режиссёр: Жан-Пьер Жёне — «Амели»
- Лучший европейский актёр: Бен Кингсли — «Сексуальная тварь»
- Лучшая европейская актриса: Изабель Юппер — «Пианистка»

### Кинопремия «Ника» 2001
- Лучший игровой фильм: «Дневник его жены»
- Лучший анимационный фильм: «Адажио»
- Лучший режиссёр: Бахтиёр Худойназаров — «Лунный папа»
- Лучший сценарий: Анатолий Гребнев — «Дом для богатых»
- Лучший актёр: Андрей Смирнов — «Дневник его жены»
- Лучшая актриса: Зинаида Шарко — «Луной был полон сад»
- Лучшая роль второго плана: Сергей Гармаш — «Нежный возраст»

### Кинофестиваль «Кинотавр» 2001
- Лучший фильм: «Нежный возраст»
- Гран-при: «Яды, или Всемирная история отравлений»
- Лучшая мужская роль: Олег Янковский — «Приходи на меня посмотреть»
- Лучшая женская роль: Ольга Конская — «Любовь и другие кошмары»

## Скончались
- 8 апреля — Маргерит Вибю, датская актриса театра, кино и телевидения.